# Однажды мир прогнётся под нас
«Одна́жды мир прогнётся под нас» — песня российской рок-группы «Машина времени», сочинённая Андреем Макаревичем и выпущенная на студийном альбоме «Отрываясь» в 1997 году. Критикой определена как композиция о приверженности музыкальным традициям с элементами иронии по поводу идеологем и поэтических ходов рока. По итогам голосования, организованного среди слушателей радиостанции «Наше радио», песня попала в рейтинг «100 лучших песен русского рока в XX веке». Журналами «Эксперт» и «Русский репортёр» включена в перечень «Сто главных песен на русском языке (1917—2017)». Входит в концертный репертуар «Машины времени» с 1997 года по настоящее время.

## Создание
Песня была написана в период работы «Машины времени» над альбомом «Отрываясь» и непосредственно во время посещения Андреем Макаревичем в июне 1997 года Соединённых Штатов Америки. Незадолго до этого с музыкантом связалась по телефону его старшая дочь, проживавшая в Филадельфии. Она пригласила Макаревича на выпускной вечер в колледже, упомянув о том, что вручение дипломов в учебном заведении, в котором она обучалась, являлось своеобразным семейным праздником, и на него было принято приглашать родителей. Мероприятие должно было состояться на следующий к моменту звонка день. По признанию самого Макаревича, в его рабочем графике этот день был свободен, виза к тому моменту была оформлена, «каким-то чудом» был куплен билет в «Аэрофлоте». В результате через два часа музыкант вылетел в Нью-Йорк, а через двенадцать — уже ехал в электричке из Нью-Йорка в Филадельфию. Как вспоминал позже Макаревич, тогда у него возникло ощущение, что «всё получается», что он «победил обстоятельства». На этом эмоциональном подъёме, во время поездки в электричке, он сочинил песню «о дне свободы», позже получившую название по одной из строк рефрена — «Однажды мир прогнётся под нас».

## Запись и продвижение
К моменту сочинения песни основная часть материала для альбома «Отрываясь» уже была написана, таким образом, «Однажды мир прогнётся под нас» стала одной из последних композиций, включённых в его трек-лист. Со слов Макаревича, первоначальный вариант песни не понравился остальным участникам группы, однако после того как музыканты «посидели над нотами, изменили два аккорда», песня «стала нравиться всем». Такой принцип работы над песнями — участник предлагает идею, затем совместными усилиями она дорабатывается, подготавливается аранжировка, — не отличался от подхода, применявшегося в группе на протяжении её истории.
Запись альбома производилась в здании Дворца культуры Государственного подшипникового завода (позже — Театральный центр на Дубровке), на специально оборудованной сцене, на которой была устроена разгородка. Требуемые показатели ограничения распространения звука были достигнуты путём физического накрывания усилителей матрасами и покрывалами. Все участники группы играли одновременно, при этом записывалось по несколько дублей, из которых отбирался лучший. Подобный подход к организации процесса записи Александр Кутиков сравнил с подходом, применявшимся в своё время The Beatles. Вместе с тем, часть использованных приёмов звукозаписи, со слов музыканта, были «подсмотрены» им у продюсера Джимми Айовина при записи материала для одного из альбомов U2 во время гастролей «Машины времени» в США в 1988 году. Компьютерное редактирование звука было минимальным и в основном затрагивало партии клавишных. В результате, по признанию Кутикова, был записан один из наиболее «живых» альбомов из всех студийных записей «Машины времени».
Выход альбома первоначально планировался на июль 1997 года. Однако в итоге на аудиокассетах он был выпущен в начале ноября этого года, а на компакт-дисках — к концу ноября. Одно из первых исполнений композиций, вошедших в его трек-лист, состоялось 26 ноября 1997 года — в прямом эфире программы Дмитрия Диброва «Антропология». Песня «Однажды мир прогнётся под нас» открывала этот эфир. Позже состоялись две концертные презентации новой программы: 30 ноября 1997 года во Дворце культуры имени Горбунова и 24 января 1998 года — в клубе «Пилот». Начиная с 1997 года, «Однажды мир прогнётся под нас» неизменно входит в концертный репертуар группы.

### Участники записи
| - Андрей Макаревич — вокал, гитары, - Александр Кутиков — вокал, бас-гитара, - Евгений Маргулис — вокал, гитара, | - Пётр Подгородецкий — клавишные, - Валерий Ефремов — ударные. |  |

## Видеоклип
Продвижению песни способствовала активная ротация в эфире музыкальных телеканалов видеоклипа, снятого режиссёром Григорием Константинопольским уже после выхода альбома. Изначально снимать видео на композицию участники группы не планировали — идея создания клипа возникла у Константинопольского после прослушивания им песни в радиоэфире за рулём автомобиля. Режиссёр отыскал телефонный номер Макаревича и связался с ним, предложив снять ролик на песню, однако музыкант поначалу ответил отказом. Через сорок минут, наведя справки о Константинопольском, Макаревич ему перезвонил, согласившись на съёмки.
В клипе были использованы архивные видеокадры участия «Машины времени» в общесоюзном фестивале популярной музыки «Весенние ритмы. Тбилиси-80» в Грузинской ССР в марте 1980 года, по итогам выступления на котором группа получила первую премию. Съёмку осуществляли аккредитованные на фестивале тележурналисты из Финляндии, позже ими был подготовлен документальный фильм «Советский рок». Эта съёмка производилась на цветную киноплёнку, и в клип «Однажды мир прогнётся под нас» попали цветные видеокадры выступления музыкантов «Машины времени» на фестивале, но при этом видеоряд из новой на тот момент съёмки 1997 года был оставлен чёрно-белым. С момента выпуска видеоклипа и до конца 1999 года его фрагменты использовались в основной заставке российского телеканала «ТВ-6».

## Художественные особенности
Тональность песни — ми минор. В интервью журналисту Владимиру Чернову Макаревич подтвердил, что мелодия «Однажды мир прогнётся под нас» представляет собой «наполовину спиричуэлс». Сам Чернов в качестве конкретной музыкальной первоосновы этой мелодии указывал на известную американскую духовную песню Go Down Moses, подчеркнув, что до Макаревича к этой теме обращались и другие музыканты, в частности, бард Александр Галич (песня «Ещё раз о чёрте»). На вопрос журналиста, обусловлено ли обращение к жанру спиричуэлса тем фактом, что песня является «принципиальной, программной» для автора, Макаревич ответил отрицательно: «Слушатель в неё вкладывает больше принципиального. Я ни о чём таком программном не думал». Между тем, исследователи и критика почти единообразно интерпретировали смысловую нагрузку текста песни, указывая, что это песня — о приверженности музыкальным традициям: «стоит оставаться собой и не гнаться за новыми веяниями».
Схожая точка зрения была высказана С. Свиридовым. По мнению исследователя, автор песни здесь поставлен в роль хранителя рок-традиции — «старика», «ветерана», «отставшего от стилей и мод» и противостоящего «всегда новому» року, следующему «альтернативной суете» обновлений. «Однажды мир прогнётся под нас» содержит аутентичные эстетические и поэтические установки рока, а именно — харизматическую персональность, эстетическое несогласие, экспрессию и поэтическую свободу (независимость). Для языка текста песни характерны непритязательная литературность речи («не горю желаньем», «без прикрас», «пробовал на прочность», «брал вершины») при одновременном использовании сленга и жаргонизмов («прогибаться», «торчат под рейв»), гиперболизированность («супербасы», «триста лет»), радикальность тропов («море молодых», «я выполз из тьмы») и отсылка к маргинальным практикам («пудрят носы»). Также песню отличают характерные для Макаревича интонация обращения, риторичность и дидактичность текста, построенного как «ряд поучительных примеров». Эта «учительная» персональность рок-традиции, по мнению исследователя, в иронически упрощенном стиле «искупает» некую схематичность песни. Причём иронизирует здесь Макаревич по поводу идеологем и поэтических ходов самого рока: «вечный подвиг рок-героя редуцирован до упрямства, а его романтическая борьба сменилась мудростью даоса, ждущего, когда по реке проплывёт мёртвый враг». Так, завершает Свиридов, автор создаёт «правильный» рок-текст, передаёт главную интенцию песни самим фактом её существования, заставляет самоироничный рок быть более «подлинным», по сравнению с «роком больших претензий».

## Критика и признание
Музыкальный журналист Михаил Марголис в книге «Затяжной поворот» (2008) назвал песню «Однажды мир прогнётся под нас» хитом, «по сей день цитируемым на всякий лад». По мнению Марголиса, если советская критика, обращавшаяся в своё время к другой песне Андрея Макаревича «Будет день», задавалась вопросом, достиг ли он, «того, чего хотел, когда перебрался из полуподполья на профессиональную сцену», то «поводом для стёба» современных «эстетов и неформалов» «стал совсем другой, куда более амбициозный и самоуверенный язык „Машины“, выдающий такие крылатые фразы, как „однажды мир прогнётся под нас».
Строки «Не стоит прогибаться под изменчивый мир, // Пусть лучше он прогнётся под нас» из рефрена песни были включены в перечень наиболее известных цитат и выражений XX и XXI веков. Некоторые журналисты употребляли словосочетания с глаголом «прогибаться» при интервьюировании самого Макаревича и при оценке отдельных эпизодов его биографии или фактов из истории «Машины времени». Так, анализируя события раннего периода этой истории, Михаил Марголис отметил, что «первые шаги „Машины времени“ смотрелись скромно, где-то даже робко, и того, что „мир прогнётся“ под эту группу, не предвещали». Журналист «Литературной газеты» в статье «Прогнувшийся» критически оценил жизненный путь и творчество Макаревича, обратив внимание на то, что одним из лейтмотивов этого творчества была уверенность в том, что «мир должен измениться», «прогнуться под нас». «РБК» цитировал песню андеграундной группы Padla Bear Outfit: «Макаревич, Макаревич, в этом холодном, жёстком мире ты умно улыбаешься. Макаревич, Макаревич, в этой кровавой русской бане ты один не прогибаешься!», оценивая её как «издёвку», которая выставляла лидера «Машины времени» «ритуальным божком, символизирующим „культуру папиков».
Словосочетания, включавшие глагол «прогибаться», использовались критикой также и для оценки состояния рок-культуры в целом. Так, журналист Евгений Додолев в книге «Времени машины» (2014) констатировал постепенный уход в прошлое рок-культуры 1980-х годов, основные представители которой, начиная с Макаревича, на самом деле являлись для поклонников носителями определённой жизненной установки. Последнюю Додолев характеризовал, в частности, как свободу от «Системы» — совокупности поведенческих норм и правил, ведущих к социальному успеху, но связанных с необходимостью «прогибаться под изменчивый мир».
Текст песни «Однажды мир прогнётся под нас» используется в образовательных целях, см., например, статью «Урок-беседа „Рок-поэзия: история и современность». В раздел «Герои рок-песен» российского учебника искусства (музыки) для 9 класса, изданного в 2014 году, включён краткий анализ текста композиции, отнесённой к «убедительным образцам» рок-песни, в которой полноценный поэтический текст органично сочетается с музыкой. Вслед за критикой (см. раздел «Художественные особенности»), авторы учебника отмечают декламационный характер мелодии песни и явно выраженную в её тексте мораль — «Не стоит прогибаться под изменчивый мир». Однако несмотря на это, композиция, по их мнению, воспринимается не как песня-лозунг, а как выражение этических убеждений лирического героя. При этом слушатель занимает активную позицию по отношению к рассказанному в песне «действительному событию».
Радиостанцией «Наше радио» песня «Однажды мир прогнётся под нас» была включена в рейтинги «100 лучших песен русского рока в XX веке» и «500 лучших песен „Нашего радио». В 2000 году она была отмечена премией «Золотой граммофон», а в 2017 году, по результатам совместного исследования журналов «Эксперт» и «Русский репортёр», — включена в перечень «Сто главных песен на русском языке (1917—2017)».
В 2009 году для «трибьют-альбома Машинопись» Валерий Сюткин и группа «Каста» записали кардинально различные кавер-версии «Однажды мир прогнётся под нас». И если Сюткин, по мнению критики, остался в рамках собственного стиля, превратив песню «в джаз-кабаре», но при этом она «осталась легко узнаваемой», то «Каста» оказалась в числе музыкантов, «наиболее радикально подошедших к переосмыслению» песни — подготовила «сатирический рэп-памфлет» по её мотивам, «при этом постоянно тыча, как нашкодившего кота, лидера „Машины“ в ритмический проход, заимствованный из Sunny Afternoon  «The Kinks», лежащий, по словам рецензента, в основе песни «Машины времени». По задумке музыкантов «Касты» в кавер-версию должен был быть включён фрагмент вокальных партий из оригинальной записи «Машины времени». Однако, поскольку отдельные вокальные партии песен с альбома «Отрываясь» к моменту записи трибьюта не сохранились, постольку «Кастой» был подготовлен вариант с использованием альбомной фонограммы песни.
В 2010 году на совместных с «Машиной времени» концертах в Зелёном театре парка Горького песню исполняли музыканты группы «Цветы», а в 2018 году Макаревич и музыканты «Yo5» записали студийную версию «Однажды мир прогнётся под нас» в собственной джазовой обработке. Песня пародировалась в телепередаче «Большая разница».